# Montfort-sur-Risle
Montfort-sur-Risle is een gemeente in het Franse departement Eure (regio Normandië) en telt 882 inwoners (1999). De plaats maakt deel uit van het arrondissement Bernay.

## Geografie
De oppervlakte van Montfort-sur-Risle bedraagt 3,9 km², de bevolkingsdichtheid is 226,2 inwoners per km².
De onderstaande kaart toont de ligging van Montfort-sur-Risle met de belangrijkste infrastructuur en aangrenzende gemeenten.

## Demografie
Onderstaande figuur toont het verloop van het inwonertal (bron: INSEE-tellingen).

## Geboren in Montfort-sur-Risle
- Albert Lebourg (1849-1928), kunstschilder